# Exochus flavonotatus
Exochus flavonotatus är en stekelart som beskrevs av Kusigemati 1983. Exochus flavonotatus ingår i släktet Exochus och familjen brokparasitsteklar. Inga underarter finns listade i Catalogue of Life.